# Catàleg d'Estrelles Brillants
El Catàleg d'estrelles Brillants (en anglès Bright Star Catalogue, o també Yale Catalogue of Bright Stars o Yale Bright Star Catalogue) és un catàleg d'estrelles que esmenta totes les estrelles de la magnitud aparent 6,5 o més brillants, la qual cosa és gairebé qualsevol estrella visible per l'ull nu. El catàleg conté la següent informació:
- Identificacions incloses en altres catàlegs
- Identificacions d'estel doble o múltiple
- Indicacions de variabilitat i designadors d'estrelles variables
- Posicions equatorials per B1900.0 i J2000.0
- Coordenades galàctiques
- Dades fotoelèctrics fotomètrics UBVRI (si n'hi ha)
- Tipus espectral d'acord amb el sistema de classificació MKK
- Moviment propi (J2000.0)
- Paral·laxi
- Dades de velocitat radial i de velocitat de rotació
- Informació sobre estrelles múltiples (nombre de components, separació i diferència de magnitud entre elles)

A més de les dades, hi ha un ampli arxiu de comentaris amb informació més detallada sobre entrades individuals. Aquesta informació inclou noms de l'estrella, colors, espectres, detalls de variabilitat, característiques de sistemes binaris, velocitats radials i de rotació per estrelles acompanyants, informació de duplicitat, paral·laxis dinàmiques, dimensions estel·lars (ràdios i diàmetres), polarització i pertinença a associacions estel·lars i cúmuls.
El catàleg conté 9110 objectes, dels quals 9096 són estels, 10 són noves o supernoves i quatre són objectes no estel·lars; els objectes no estel·lars, són els cúmuls globulars 47 Tucanae (anomenat HR 95) i NGC 2808 (HR 3671), i els cúmuls oberts NGC 2281 (HR 2496) i Messier 67 (HR 3515).
Aquest catàleg té un nombre fix d'entrades, però les dades s'actualitzen, i té un apèndix amb una secció de comentaris sobre els objectes que ha estat constantment ampliat des de la primera versió el 1908. La versió de 1991 fou la cinquena versió, a la qual s'amplià la secció de comentaris fins a quasi la mida del mateix catàleg. Aquesta darrera versió, i d'altres anteriors, foren compilades i editades per Ellen Dorrit Hoffleit de la Universitat Yale.

## Objectes HR
Encara que l'abreviatura del catàleg és BS o YBS, les cites de les estrelles indexades en el catàleg usen HR abans del nombre del catàleg, degut al seu precedent, el catàleg de 1908: Harvard Revised Photometry Catalogue produït pel Harvard College Observatory. És degut a aquest fet que els objectes llistats en aquest catàleg se'ls coneix com a objectes HR.
L'obra original Harvard Photometry fou publicada el 1884 per Edward Charles Pickering, i contenia al voltant de 4.000 estrelles. Després de la seva aparició, Pickering promogué una àmplia recerca estel·lar que inclouria estrelles de l'hemisferi sud. Aquest treball fotomètric el dugué a terme Solon Irving Bailey entre1889–1891, i donà lloc a la publicació de la Revised Harvard Photometry el 1908. El nou catàleg contenia estrelles fins a magnituds de 6,5 d'ambdós hemisferis. La feina fou continuada per John A. Parkhurst fins a la dècada de 1920.